# ويليام جونسون (كاتب أمريكي)
ويليام جونسون (بالإنجليزية: William Johnson)‏ هو مؤرخ وصحفي وكاتب أمريكي، ولد في 1909، وتوفي في 1992 في سان دييغو في الولايات المتحدة.